# عملية التصميم الهندسي

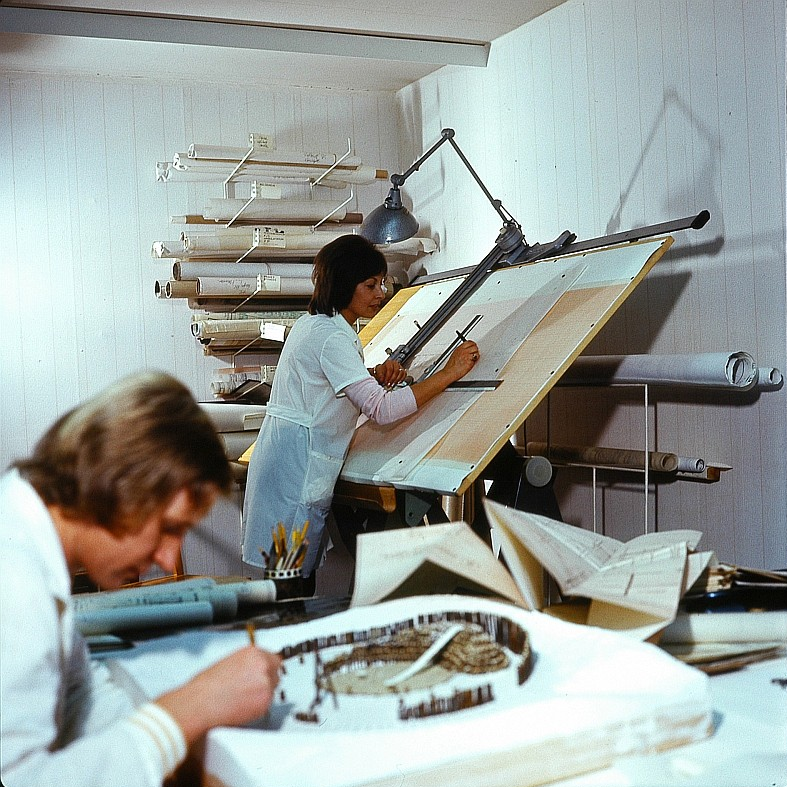

عملية التصميم الهندسي هي منهجية متسلسلة ومتكررة لابتكار حلول هندسية مبتكرة، بدءًا من تحديد المشكلة وحتى إنتاج المنتج النهائي.هي عملية إبداعية ومنهجية تعتمد على تطبيق العلوم الأساسية والرياضيات لاتخاذ قرارات متكررة، بهدف تطوير حلول هندسية مبتكر يهدف التصميم الهندسي إلى تحقيق الأهداف المحددة من خلال تحويل الموارد الأولية إلى منتجات تلبي المتطلبات المحددة، وذلك باتباع منهجية علمية تعتمد على التخطيط والتحليل والتقييم.

## أهمية التصميم الهندسي
التصميم الهندسي هو العملية الإبداعية والمنهجية التي تهدف إلى تحويل الأفكار النظرية إلى منتجات وحلول ملموسة تلبي احتياجات الإنسان.

### أبعاد أهمية التصميم الهندسي:
1. الحلول المبتكرة للمشكلات المعقدة:
  - تطوير التكنولوجيا: يساهم التصميم الهندسي في تطوير تقنيات جديدة وحلول مبتكرة لمواجهة التحديات العالمية مثل تغير المناخ، ونقص الموارد، والأمراض.
  - البنية التحتية: يوفر التصميم الهندسي حلولاً مبتكرة لإنشاء بنية تحتية متينة وفعالة، مثل الجسور والطرق والمباني الذكية.
2. تحسين جودة الحياة:
  - المنتجات اليومية: يساهم التصميم الهندسي في تطوير منتجات يومية أكثر أمانًا وراحة وفعالية، مثل الأجهزة المنزلية والسيارات.
  - الرعاية الصحية: يلعب التصميم الهندسي دورًا حاسمًا في تطوير الأجهزة الطبية والأعضاء الاصطناعية، مما يحسن الرعاية الصحية ويطيل العمر.
3. الدور المحوري في التنمية الاقتصادية:
  - خلق فرص العمل: يساهم التصميم الهندسي في خلق فرص عمل جديدة في مختلف المجالات الصناعية والخدمية.
  - زيادة الإنتاجية: يؤدي تحسين التصاميم الهندسية إلى زيادة الإنتاجية وتقليل التكاليف.
4. الابتكار والتفكير الإبداعي:
  - دفع عجلة التطور: يشجع التصميم الهندسي على التفكير الإبداعي والابتكار المستمر، مما يؤدي إلى ظهور تقنيات جديدة وتحسين الكفاءة.
  - تجاوز الحدود: يدفع التصميم الهندسي المهندسين إلى البحث عن حلول غير تقليدية للمشكلات، مما يؤدي إلى اختراقات علمية وتكنولوجية.
5. الأمان والجودة:
  - ضمان السلامة: يضمن التصميم الهندسي سلامة المنتجات والهياكل، مما يحمي حياة الناس والممتلكات.
  - تحسين الجودة: يساهم التصميم الهندسي في تحسين جودة المنتجات والخدمات، مما يزيد من رضا العملاء.

## المهارات اللازمة للمهندس
أبرز المهارات التي يحتاجها المهندس:

### المهارات التقنية:
- الفهم العميق للمبادئ الهندسية: يجب على المهندس أن يكون على دراية واسعة بالمبادئ الأساسية للهندسة في تخصصه، سواء كانت ميكانيكية، مدنية، كهربائية، وغيرها.
- مهارات حل المشكلات: القدرة على تحليل المشكلات المعقدة وتطوير حلول مبتكرة لها.
- مهارات التصميم: القدرة على تصميم المنتجات والأنظمة الهندسية وفقًا للمواصفات المحددة.
- مهارات التحليل: القدرة على تحليل البيانات والمعلومات واستخلاص النتائج منها.
- مهارات استخدام الحاسوب: إتقان برامج التصميم الهندسي (CAD)، وبرامج المحاكاة، وبرامج التحليل الهندسي.

### المهارات الشخصية:
- التفكير النقدي: القدرة على تقييم المعلومات والبيانات بشكل موضوعي واتخاذ القرارات بناءً على تحليل منطقي.
- الإبداع: القدرة على توليد أفكار جديدة وحلول مبتكرة للمشكلات.
- القدرة على العمل ضمن فريق: القدرة على التعاون مع الآخرين والعمل كجزء من فريق.
- القيادة: القدرة على قيادة الفريق وتحفيز أفراده لتحقيق الأهداف.
- التواصل الفعال: القدرة على التواصل بوضوح وشفافية مع الآخرين، سواء كانوا زملاء عمل أو عملاء.

### المهارات الأخرى:
- إدارة الوقت: القدرة على تنظيم الوقت والمهام وتحديد الأولويات.
- التعلم المستمر: الرغبة في مواكبة التطورات التكنولوجية والتعلم المستمر.
- الاهتمام بالتفاصيل: الاهتمام بالتفاصيل الدقيقة في العمل.
- القدرة على تحمل الضغط: القدرة على العمل تحت الضغط والالتزام بالمواعيد النهائية.
- الأخلاقيات المهنية: الالتزام بأعلى المعايير الأخلاقية في العمل.

## التحديات التي تواجه المهندسين في التصميم
يواجه المهندسون العديد من التحديات التي تتطلب منهم الإبداع والمرونة لحلها. هذه التحديات تتراوح بين التقنية والمالية والاجتماعية. إليك بعض التحديات الشائعة التي يواجهها المهندسون في عملية التصميم:

### تحديات تقنية
- التطور التكنولوجي السريع: يتعين على المهندسين مواكبة أحدث التطورات التكنولوجية في مجالهم، مما يتطلب منهم التعلم المستمر وتطوير مهاراتهم باستمرار.
- تعقيد المشاريع: ازدادت تعقيد المشاريع الهندسية بشكل كبير، مما يتطلب من المهندسين التعامل مع أنظمة متكاملة ومترابطة.
- المحدوديات التقنية: قد تواجه بعض المشاريع تحديات تقنية يصعب التغلب عليها، مثل قيود المواد أو الطاقة.

### تحديات مالية
- الميزانية المحدودة: غالبًا ما يكون المهندسون مضطرين للعمل ضمن ميزانيات محددة، مما يجبرهم على إيجاد حلول مبتكرة وفعالة من حيث التكلفة.
- تضخم التكاليف: قد يؤدي التضخم في أسعار المواد والعمالة إلى زيادة تكاليف المشاريع، مما يتطلب من المهندسين إعادة تقييم التصاميم.

### تحديات اجتماعية
- التأثير البيئي: يواجه المهندسون ضغوطًا متزايدة لتصميم مشاريع صديقة للبيئة، مما يتطلب منهم النظر في دورة حياة المنتج والتأثير البيئي للمواد المستخدمة.
- الاحتياجات المتغيرة للمجتمع: تتغير احتياجات المجتمع باستمرار، مما يتطلب من المهندسين التكيف مع هذه التغيرات وتصميم حلول تلبي هذه الاحتياجات.
- الاعتبارات الثقافية والاجتماعية: يجب على المهندسين مراعاة العوامل الثقافية والاجتماعية عند تصميم المشاريع، خاصة في المشاريع الكبيرة التي تؤثر على المجتمع بشكل مباشر.

### تحديات أخرى
- الضغط الزمني: غالبًا ما يكون المهندسون تحت ضغط لتسليم المشاريع في مواعيد محددة، مما يتطلب منهم إدارة الوقت بشكل فعال.
- التعاون مع فرق متعددة التخصصات: يعمل المهندسون غالبًا مع فرق تضم متخصصين من مختلف المجالات، مما يتطلب مهارات تواصل جيدة وقدرة على العمل ضمن فريق.
- عدم اليقين: قد تواجه المشاريع الهندسية العديد من العوامل غير المتوقعة، مما يتطلب من المهندسين القدرة على التكيف مع التغيرات والتعامل معها.

## المراحل الأساسية لعملية التصميم الهندسي
أحد أُطر عملية التصميم الهندسي تتحدد في المراحل التالية: البحث، ثُم التصوّر، ودراسة الجدوي، وتعيين متطلبات التصميم، ومن ثَم تصميم مبدئي، ثُم التصميم المفصّل كامل التوصيف، ثم خطة العمل وأدوات التصميم وصولاً للتصنيع.
آخرون (بعض الؤلفين في مجالات البحث والكتب العلمية) يعرّفون المراحل المختلفة لعملية التصميم باختلاف الأنشطة المصاحبة خلال العملية، حيث يقترحون نماذج أكثر بساطة وعموميةً؛ كتعريف المشكلة، والتصميم التصوّري، ثم التصميم المبدئي، ثم التصميم المفصّل، ثم عملية التصميم والتواصل.
خلاصة القول في عملية التصميم حسب الأدبيات الهندسية الأوربية، أنها توضيح المهمات، والتصميم التصوري، ثم تجسيد التصميم، ثم التصميم كامل التوصيف.
في هذه الأمثلة، بعض النقاط الأخري مثل تقييم التصوّر والنمذجة يندرجوا ضمن أو يعتبروا امتداداً لواحدة أو أكثر من الخطوات المذكورة. من المهم جداً فهم هذا بالإضافة إلي بعض المفاصل الأخري لعملية التصميم، كما أنه قد يكون للمصطلحات المختلفة المستخدمة درجات متفاوتة من التداخل، قد يؤثر علي الخطوات علي مستوي عالي في أي نموذج.

### البحث
يمكن أن تتضمن مراحل مختلفة من عملية التصميم (أو قبلها) مقداراً كبيراً من الوقت المنصرم في البحث والعثور علي المعلومات. أخذاً بالاعتبار الأدبيات المعمول بها فعلياً والمشاكل والنجاحات المرتبطة بالحلول والتكلفة واحتياجات السوق.
و مصدر المعلومات ينبغي أن يكون ملائماً ومتضمناً للحلول الحالية. وفي حالة توافر حلول أخري في السوق تكون الهندسة العكسية وسيلة فعالة. مصادر أخري للمعلومات مثل الإنترنت، المكتبات المحلية، الوثائق الحكومية المتاحة، المؤسسات الخاصة، الجرائد التجارية، الكتالوجات، والخبرات الشخصية المتاحة.

### متطلبات التصميم
يعتبر وضع متطلبات التصميم وإجراء تحليل المتطلبات، والذي يطلق عليه أحيانًا تعريف المشكلة (أو باعتباره نشاطًا ذي صلة)، أحد أهم العناصر في عملية التصميم، وغالبًا ما يتم تنفيذه في نفس الوقت الذي يتم فيه دراسة الجدوى. وتتحكم متطلبات التصميم في تصميم المنتج أو العملية التي يتم تطويرها، طوال عملية التصميم الهندسي. والتي تتضمن الأشياء الأساسية مثل الوظائف والسمات والمواصفات - والتي يتم تحديدها بعد تقييم احتياجات المستخدم. تشمل بعض متطلبات التصميم مثل أجهزة وبرامج، والقابلية للصيانة، التوافر، والقابلية للاختبار.

### الجدوى
في بعض الحالات، يتم إجراء دراسة جدوى بعد وضع الجداول الزمنية وخطط الموارد والتقديرات للمرحلة التالية.و تعتبر دراسة الجدوى تقييم وتحليل إمكانات مشروع مقترح لدعم عملية صنع القرار. حيث تحدد وتحلل البدائل أو الطرق لتحقيق النتيجة المرجوة. وتساعد دراسة الجدوى على تضييق نطاق المشروع لتحديد أفضل سيناريو. ويتم إنشاء تقرير الجدوى بعد الانتهاء من مراجعة الجدوي.
الغرض من تقييم الجدوى هو تحديد ما إذا كان مشروع الهندسي يمكنه المضي قدمًا في مرحلة التصميم. ويعتمد هذا على معيارين: يجب أن يستند المشروع إلى فكرة قابلة للتحقيق، ويجب أن يكون ضمن حدود التكلفة. من المهم جداً أن يكون لديك مهندسين لديهم الخبرة والحكم الجيدين للمشاركة في هذا الجزء من دراسة الجدوى.

### التصور
غالباً ما تكون دراسة التصور (التصميم المفاهيمي) هي مرحلة تخطيط المشروع التي تتضمن إنتاج الأفكار ومراعاة إيجابيات وسلبيات تنفيذ تلك الأفكار. تتم هذه المرحلة من المشروع لتقليل احتمالية الخطأ، وإدارة التكاليف، وتقييم المخاطر، وتقييم النجاح المحتمل للمشروع المستهدف. على أي حال، بمجرد تحديد مشكلة أو مسألة هندسية، يجب تحديد الحلول المحتملة. يمكن العثور على هذه الحلول باستخدام التفكير، وهي العملية العقلية التي يتم من خلالها توليد الأفكار. في الواقع، غالباً ما تسمى هذه الخطوة بـ Ideation أو "Concept Generation". فيما يلي الأساليب المستخدمة على نطاق واسع:
- كلمة مفتاحية - كلمة أو جملة مرتبطة بالموضوع، ويتم استحضار الكلمات والعبارات اللاحقة.
- التحليل المورفولوجي (تحليل صرفي) - يتم سرد خصائص التصميم المستقل في مخطط، ويتم اقتراح حلول هندسية مختلفة لكل حل. عادةً، يصاحب الرسم المورفولوجي رسم أولي وتقرير قصير.
- يتخيل المهندس نفسه على أنه العنصر ويسأله: «ماذا أفعل لو كنت أنا النظام؟» قد تجد طريقة التفكير غير التقليدية هذه حلاً للمشكلة المطروحة. الجوانب الحيوية لخطوة التصور هي التوليف. التوليف هو عملية أخذ عنصر المفهوم وترتيبه بالطريقة الصحيحة. عملية الإبداع التجميعي موجودة في كل تصميم.
- العصف الذهني - تتضمن هذه الطريقة التفكير في أفكار مختلفة، عادة كجزء من مجموعة صغيرة، واعتماد هذه الأفكار بشكل ما كحل للمشكلة.

يجب أن تخضع الأفكار المتولدة بعد ذلك للتقييم، وهذه الخطوة تستخدم أدوات مختلفة لمقارنة مواطن القوة والضعف في البدائل الممكنة.

### التصميم الأولي
إن التصميم الأولي، أو التصميم عالي المستوى (يسمى أيضًا FEED) يشتمل غالباً علي ما يسد فجوة بين تصميم التصور والتصميم التفصيلي، خاصة في الحالات التي لا يكون فيها مستوى المفاهيم الذي تحقق أثناء التفكير في التصور كافياً للتقييم الكامل. لذلك في هذه المهمة، يتم تعريف النظام الكلي، وقد يتوفر مبكراً التخطيط والرسومات التخطيطية وتخطيطات المشروع. (يختلف هذا بشكل كبير من حيث المجال، الصناعة، والمنتج). فأثناء التصميم التفصيلي والتحسين، تتغير معالم الجزء الذي يتم إنشاؤه، لكن التصميم الأولي يركز على إنشاء الإطار العام لبناء المشروع.
يصف كل من S. Blanchard و J. Fabrycky ذلك على النحو التالي: «إن الماهيات تكون في بداية الشروع في التصور، والكيفيات من تقييم عملية التصور تُطبق في الجدوي. بعد ذلك تُؤخذ الكيفيات في التصميم الأولي من خلال وسائل المتطلبات المخصصة. وانطلاقاً من الماهيات وصولاً للكيفيات علي هذا المستوي فقط.»

### التصميم المفصّل
بعد الـ FEED (إدارة كامل التصميم الهندسي من الواجهة حتي الخلفية) تأتي مرحلة التصميم كامل التوصيف (التوصيف الهندسي) والتي من الممكن أن تتضمن شراء المواد كذلك. وتوضح هذه المرحلة بالتفصيل كل جانب من جوانب المشروع / المنتج من خلال الوصف الكامل بالنمذجة والرسومات والمواصفات.

### التصميم للتصنيع
إن التصميم للتصنيع (DFM) هو الفن الهندسي العام لتصميم المنتجات بطريقة يسهل بها تصنيعها.
- معايير التشغيل.
- محفزات بيئية تشغيلية وغير تشغيلية.
- متطلبات الاختبار.
- الأبعاد الخارجية.
- الصيانة والاختبار.
- متطلبات المواد.
- الدقة.
- المعالجة السطحية الخارجية.
- تصميم واقعي.
- متطلبات التعبئة والتغليف.
- العلامة الخارجية.

جعلت برامج التصميم بالكمبيوتر (تصميم بمساعدة الحاسوب) عملية التصميم المفصل أكثر كفاءة. على سبيل المثال، يمكن لبرنامج نمذجة CAD أن يحسن حجم جزء موجود دون الاضرار بجودته. ويمكن أيضا حساب الإجهاد والإزاحة الناتجة عنه باستخدام طريقة طريقة العناصر المنتهية لتحديد الضغوط في جميع أنحاء الجزء.

### خطة التصنيع
تتكون خطة الإنتاج وأدوات التصميم من التخطيط لكيفية إنتاج المنتج على نطاق واسع والأدوات التي ينبغي استخدامها في عملية التصنيع. والمهام التي يجب استكمالها في هذه الخطوة تشمل اختيار المواد واختيار عمليات الإنتاج وتحديد تسلسل العمليات واختيار الأدوات مثل أدوات التشطيب والتركيبات وقطع المعادن وأدوات تشكيل المعادن واللدائن. وتتضمن هذه المهمة أيضاً إجراء اختبارات إضافية لنموذج أولي لضمان توافق الإصدار مع معايير اختبار التأهيل.

## مقارنةً مع الطريقة العلمية
تحمل عملية التصميم الهندسي بعض التشابه مع المنهج العلمي. تبدأ كلتا العمليتين بالمعرفة الحالية، وتدريجياً تصبح أكثر تحديداً في البحث عن المعرفة (في حالة العلم «النظري» أو الأساسي) أو البحث عن الحل (في حالة العلم «التطبيقي»، مثل الهندسة). يتمثل الفرق الرئيسي بين العملية الهندسية والعملية العلمية في أن العملية الهندسية تركز على التصميم والإبداع والابتكار بينما تهتم العملية العلمية بالاكتشاف (المراقبة).